# Warkworth (Northamptonshire)
Pour les articles homonymes, voir Warkworth.
Warkworth est une paroisse civile et un village du Northamptonshire, en Angleterre.